# 15386 Ніколіні
15386 Ніколіні (15386 Nicolini) — астероїд головного поясу, відкритий 25 вересня 1997 року.
Тіссеранів параметр щодо Юпітера — 3,526.